# Mutación conductora
Una mutación conductora es una mutación que le confiere a una célula cancerígena una ventaja de crecimiento fundamental para su transformación neoplásica. Se diferencia de «mutaciones pasajeras» de las células que aparecen tanto en células normales como en cancerosas y que no determinan necesariamente el desarrollo del cáncer.

## El cáncer como una alteración del genoma
Una cuestión pendiente desde que comenzaron los estudios de identificación de los genes mutados en cáncer era conocer cuántos genes mutados eran necesarios para iniciar el cáncer. 
Por lo general, los tumores sólidos como los de colon, mama, cerebro o páncreas presentan un promedio de 33 a 66 genes mutados de los que el 95% son sustituciones de una sola base, mientras que el 5% restante son deleciones, inserciones de una o pocas bases.
Además generalmente en los tumores se encuentran otro tipo de alteraciones génicas como deleciones, translocaciones, inversiones o duplicaciones como es el caso de la leucemia crónica mielogénica en la que se produce la fusión de dos genes (abl en el cromosoma 9 y bcr en el cromosoma 22) para crear un oncogen resultado de la translocación (cromosoma filadelfia), que contiene el oncogen bcr-abl.
Tradicionalmente, el cáncer se ha considerado que es una enfermedad consecuencia de la acumulación de mutaciones múltiples como las mencionadas anteriormente, que afectan a la función de proto-oncogenes, genes supresores, genes reparadores, genes reguladores de la angiogénesis, etc. De forma subsiguiente, estas alteraciones pueden promover la capacidad de las células tumorales de invadir tejidos adyacentes o incluso migrar a otras localizaciones lejanas donde metastatizan. 
Por tanto cabría pensar que la adquisición secuencial de estas mutaciones condujera al desarrollo del cáncer.

## Mutaciones conductoras y mutaciones pasajeras

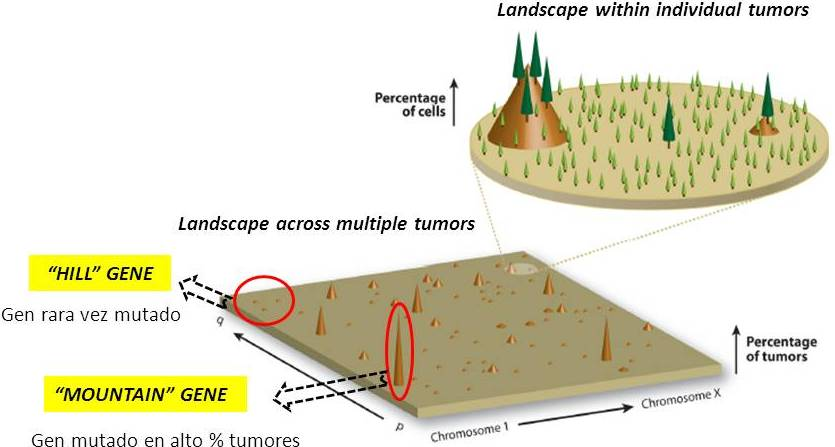
Análisis estadístico de las mutaciones driver

Así, dentro de estas mutaciones encontraríamos aquellas que confieren una pequeña ventaja selectiva (0.4%) para el crecimiento del tumor (denominadas mutaciones 'conductoras) que al cabo de los años resultarían en la formación de una gran masa celular de miles de millones de células. 
También existen otro tipo de mutaciones somáticas que se identifican en los tumores denominadas mutaciones pasajeras que tienen lugar durante la fase pre-neoplásica, es decir, durante el crecimiento normal de las células que se encuentran en continua renovación. Estas mutaciones pre-neoplásicas son mutaciones secundarias que no tienen efecto en el proceso neoplásico y que no confieren ninguna ventaja selectiva a la célula. 
Aunque es fácil definir una mutación conductora y mutación pasajera es más difícil identificar cuáles dentro de un gen son conductoras y cuales son pasajeras. Además, es importante puntualizar que hay una diferencia fundamental entre un gen conductor y una mutación conductora puesto que el primero puede contener tanto mutaciones conductoras como mutaciones pasajeras. 

### Ejemplos de gendriver

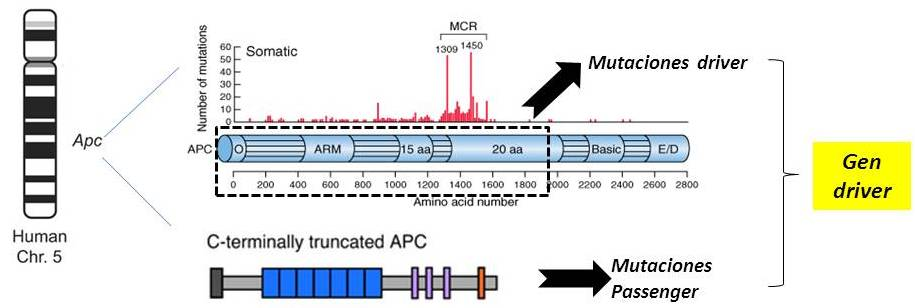
Ejemplo de gen driver

Un ejemplo es el gen APC, gen gatekeeping del cáncer colorrectal que es un gran driver gen pero que solo las mutaciones que truncan la proteína en su N-terminal son aquellas que confieren una ventaja selectiva a las células a pesar de la existencia de otras mutaciones que truncan en su C-terminal.
Dentro de este contexto, podrían considerarse las mutaciones en RAC1 presentes en el adenocarcinoma de esófago como mutaciones driver. Mutaciones que lleven a la sobreexpresión de este gen darán una ventaja selectiva a la supervivencia de células tumorales.

## El cáncer desde una perspectiva estadística
Numerosos métodos estadísticos se utilizan para identificar genes que pueden sufrir mutaciones conductoras.
Algunos  se basan en la frecuencia de mutaciones de un gen individual comparado con la de otros genes en el mismo tumor u otros relacionados.
Otros métodos se basan en predecir los efectos de una mutación en la proteína codificada a partir de datos obtenidos por estudios biofísicos. 
Cuando el número de mutaciones encontradas para un mismo gen en distintos tumores es alta, como ocurre con p53 o KRas, la estadística indicará que este gen es extremadamente probable que sea un driver gen también denominado gen mountain. Sin embargo, genes con pocas mutaciones encontradas denominados genes Hill dominan numéricamente el panorama del cáncer y por tanto estos estadísticamente no serían identificados como genes driver.
Actualmente, una mejor forma para identificar genes de mutaciones conductoras es basándose no en su frecuencia de mutación sino en sus patrones de mutaciones (los oncogenes recurrentemente suelen estar mutados en posiciones concretas del mismo aminoácido mientras que los genes supresores de tumores suelen dar lugar a proteínas truncadas debido a deleciones producidas a lo largo de su secuencia).

## Importancia de la epigenética
Estos genes con una o pocas mutaciones (gen Hill) dominan también el panorama del cáncer dentro de cada tipo de tumor y dado que suponen un caso dudoso de identificación como un gen conductor por los métodos estadísticos, se les ha categorizado de forma independiente como genes epi-conductores, es decir, están aberrantemente expresados en gran número de tumores pero no  frecuentemente mutados. A estos se les ha asociado con cambios epigenéticos, de ahí su nombre, como metilación en el DNA o modificación de la cromatina que permite explicar la sobreexpresión observada a nivel experimental. Por ejemplo se ha observado un silenciamiento epigenético de los genes MLH1 y CDK2NA.

## El paradigma de Darwin en la progresión tumoral

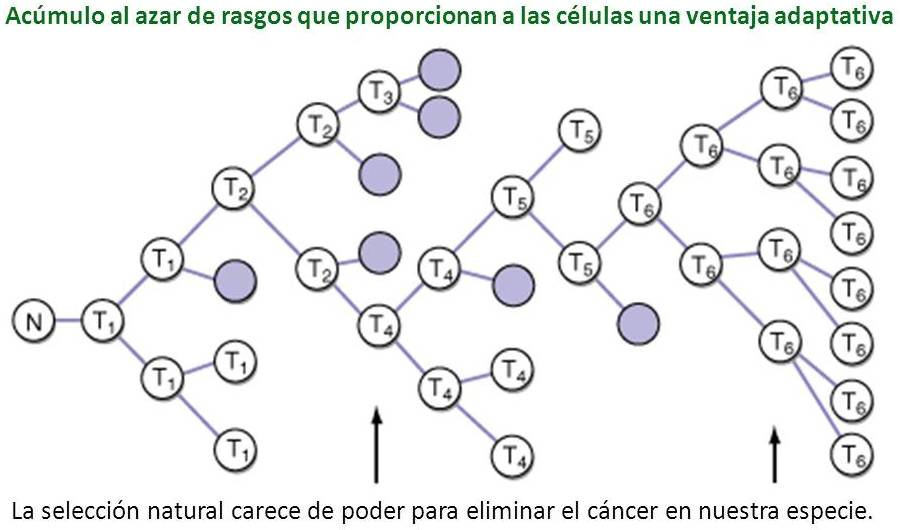
Ventaja darwiniana en las células tumorales

Dado que cada una de las fases de la progresión tumoral conlleva la adaptación a condiciones adversas que provoca la eliminación de la mayoría de las células cancerosas, los tumores malignos debido a su heterogeneidad genética albergan minorías de células con rasgos necesarios para vencer estos obstáculos. Así, en cada estadio nuevas minorías quedan seleccionadas convirtiéndose en el tiempo en la estirpe dominante, que si además retiene la capacidad proliferativa del tumor actúa como célula madre del cáncer y el tumor se propaga. En los tumores esta heterogeneidad genética viene proporcionada por la inestabilidad genómica propia de las células cancerosas (mutaciones puntuales, reordenamientos, cambios epigenéticos), aumentando la probabilidad de que algunas acumulen al azar rasgos que les proporcionan la ventaja necesaria para adaptarse a un microambiente de un órgano distinto al de procedencia, es decir, metastaticen. 

Esta heterogeneidad genética en el contexto de la tumorigénesis, tanto a nivel intratumoral, intra/intermetastásica o entre pacientes podría ser la causa de que el cáncer sea tan difícil de estudiar y de tratar. Sin embargo, las mutaciones generalmente afectan a un número limitado de rutas de señalización implicadas en proliferación, supervivencia y apoptosis conduciendo al mismo efecto esto es, provocar de forma directa o indirecta una ventaja selectiva en el crecimiento.

## Nuevos horizontes en la investigación en cáncer

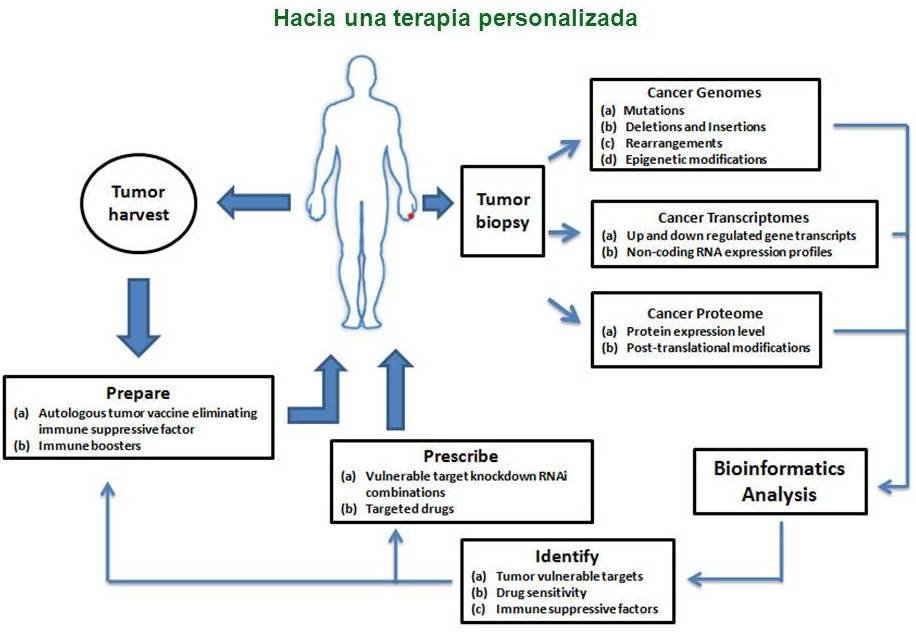
Hacia una terapia personalizada

Actualmente se están desarrollando diversas herramientas oncogenómicas encaminadas a caracterizar la heterogeneidad molecular de los tumores. 

 
En los últimos 30 años ha habido un enorme desarrollo en las técnicas de secuenciación que han permitido crear un proyecto a gran escala para detallar las diferentes alteraciones moleculares que se dan en el cáncer, depositando esta información en bases de datos públicas de acceso a toda la comunidad científica.
En concreto, para el caso del cáncer, existe un proyecto a gran escala denominado Atlas del Genoma del Cáncer desarrollado por el National Cancer Institute y el National Human Genome Research Institute. Este proyecto se basa en encontrar patrones moleculares compartidos por diferentes tipos de tumores. Así, se ha observado que tumores originados en tejidos muy diferentes comparten más características genéticas de lo que se podía sospechar hacía unos años. Esto ha llevado a pensar que la Huella genómica del tumor, sus mutaciones, importan más que el tejido  en que se origina.

### Oncogenómica
El término oncogenómica hace referencia a la caracterización genómica de las neoplasias. 
El desarrollo y conocimiento de la genómica del cáncer, a partir de los datos obtenidos de perfiles moleculares permitiría una mejor clasificación (molecular) de los tumores, así como el desarrollo de nuevos fármacos y la búsqueda de tratamientos personalizados más eficaces (diana efectiva en cada tipo de cáncer) basados en el conocimiento del genoma que ayudarían a reducir en gran medida efectos secundarios de los tratamientos quimioterápicos tan agresivos existentes.
De este modo, la identificación de genes driver podría tener un gran potencial para el diagnóstico temprano de la enfermedad reduciéndose las muertes hasta en un 75% en las próximas décadas. 